# 墨西哥 (印第安納州)
墨西哥（英語：Mexico）是位於美國印地安納州邁阿密縣的一個人口普查指定地區。

## 人口
根據2010年美國人口普查的數據，墨西哥的面積為14.20平方千米，當中陸地面積為14.20平方千米，而水域面積為0.00平方千米。當地共有人口836人，而人口密度為每平方千米58.87人。